# نور الجليل الدندر

## الموقع
تقع قرية نور الجليل جنوب الدندر وعلى ضفاف نهر الدندر من الجهة الشرقية بولاية سنار في السودان، وتجاورها قرى ام عقرب من جهة الشرق وعلى بعد ثلاث كيلومترات.العزازة داموس على بعد اربع كيلومترات.ومن جهة الغرب ود الجوك وود الفاضل، وشمالا أبو رخيص (حلة العمدة).وتبعد حوالي 69 كيلو مترا عن حظيرة الدندر القو مية

## المناخ
تتأثر قرية نور الجليل بمناخ السافنا الغنية حار صيفا بارد دافئ شتاء ورطب ممطر خريفا.

## السكان
يبلغ عدد سكان قرية نور الجليل حوالي خمسة الآف نسمة.

## الإدارة
تدار القرية وفق نظام العمادة التي كانت تتمثل في العمدة الطريفي الشيخ يوسف والذي خلفه ابنه الشيخ محمد الطريفي إضافة إلى الشياخة واللجان الشعبية.وبالنسبة للامن والنظام تدار جلستان للحكم وحل المشاكل بواسطة العمدة ومعاونيه.

## النشاط البشري
تعتبر الزراعة الحرفة الرئيسية لغالبية سكان القرية ويليها الرعي في المرتبة الثانية وقليل من التجارة. ولكن هنالك عوائق نمو المنطقة الاقتصادي مثل وعورة الطريق البري الذي يعاني منه المواطنين كثيرا خصوصا في ترحيل المحاصيل من مناطق الإنتاج.

## المؤسسات الحكومية
توجد بقرية نور الجليل مدرسة ابتدائية ومستشفى ريفي.